# Revisionisme històric
El revisionisme històric és el nom que reben els diferents corrents crítics amb els corrents historiogràfics majoritaris. Tot i que aquesta crítica existeix en totes les branques i es basa a introduir noves teories a partir de nous descobriments, el mot revisionista se sol emprar de manera pejorativa quan es tracten aspectes polèmics de la història, com ara els crims contra la humanitat, genocidis, guerres, etc. En cas contrari, se sol qualificar l'historiador com a heterodox, alternatiu, etc.
Quan aquests historiadors revisionistes neguen algun element de la història oficialment acceptada i provada, també reben el nom de negacionistes. En molts casos, aquestes persones no aporten noves dades als fets històrics, sinó que en neguen directament l'existència.
Les opinions dels historiadors negacionistes generen una forta polèmica, que deixa el debat històric en segon pla. Molta gent opina que aquests historiadors segueixen aquesta estratègia deliberadament, donat el poc fonament dels seus arguments.

## Causes
Les causes o influències que porten a una revisió del passat o de la seva interpretació provenen del canvi en les fonts o en la mentalitat de la historiografia dominant. En el primer cas, suposa l'addició de noves fonts que canvien el relat o visió de determinats esdeveniments: alliberament de documents abans classificats, incorporació de testimonis o fonts d'altres grups socials o comunitats, relectures a partir de la interdisciplinarietat i l'aparició de noves tecnologies... En el segon, pot produir-se un canvi metodològic en les disciplines lligades a la història o, amb més freqüència, la incorporació de determinades ideologies que esbiaixen el relat històric.

## L'Holocaust i la Segona Guerra mundial
Una de les discussions més polèmiques en què és emprat el terme revisionisme històric gira al voltant de l'Holocaust, la Segona Guerra Mundial i la figura d'Adolf Hitler.
La pràctica totalitat de corrents historiogràfics, seguint una gran quantitat d'indicis i proves, assenyalen el Tercer Reich i els seus dirigents com a responsables d'una política d'extermini que posà fi a la vida d'entre cinc i sis milions de jueus, entre altres crims. Entre els historiadors revisionistes hi ha qui nega l'existència d'una política activa d'extermini, qui redueix considerablement la xifra de víctimes, qui afirma que l'Holocaust és una mentida inventada per afavorir Israel, qui considera que les morts de jueus van ser per altres causes com ara epidèmies, qui no en considera Adolf Hitler com a responsable, etc. És a dir: no hi ha un corrent revisionista únic.
La negació de l'Holocaust i dels crims contra els jueus comesos durant la Segona Guerra mundial han anat generalment associats a l'antisemitisme i a intents de descriminalitzar el nazisme.
Aquest negacionisme sorgí immediatament després de la Segona Guerra mundial i un dels llocs on prengué més força fou a França. Segons molts historiadors ortodoxos, això es va fer amb la intenció de rehabilitar la col·laboració amb el nazisme del Govern de Vichy i reinserir els seus col·laboradors en la societat francesa. Un dels primers autors a desenvolupar aquest tema fou Maurice Bardèche, que acusava els aliats d'haver inventat l'Holocaust per amagar els seus propis crims. Aquestes idees negacionistes s'estengueren durant els anys 70, fins i tot arribaren a les universitats i foren assumides pel polític del partit d'extrema dreta Front Nacional, Jean-Marie Le Pen, durant els anys 80. L'any 2002, el govern francès va haver d'intervenir per la difusió del negacionisme i del racisme que es feia des de la Universitat Lyon III.
Per la difusió del negacionisme, alguns estats com ara França, Alemanya, Àustria, Suïssa, Espanya i Bèlgica van decidir crear lleis per reprimir aquest fenomen, castigant les provocacions a l'odi, la discriminació ètnica i la negació de crims comesos contra la humanitat. Això provocà algunes crítiques que deien que aquestes lleis atacaven la llibertat d'expressió, però la Cort Europea de Drets Humans afirmà l'existència de límits a la llibertat d'expressió i confirmà la validesa de les lleis estatals contra el negacionisme amb la Convenció Europea. Segons el Comitè de Drets Humans de les Nacions Unides, les restriccions a la llibertat d'expressió dels negacionistes estan permeses per l'article 19.3 del Pacte pels Drets Civils i Polítics.
Aquestes lleis han portat algun d'aquests historiadors davant dels tribunals. És el cas de l'historiador David Irving, que el 2006 va ser jutjat a Àustria i condemnat a tres anys de presó per negar l'Holocaust i falsejar la història. Tot i que es declarà culpable i va modificar algunes de les seves declaracions inicials sobre l'existència de cambres de gas i l'eliminació de milions de persones, el tribunal declarà no trobar mostres de penediment en les seves declaracions. També alguns negacionistes francesos han estat condemnats pels tribunals d'aquest estat.
Durant el 2006 s'ha sumat a aquest corrent el president iranià Mahmoud Ahmadinejad, que en diversos discursos ha negat l'Holocaust i ha acusat de victimisme l'estat d'Israel.
Tanmateix, existeixen també corrents revisionistes sobre els orígens de la guerra, els crims japonesos, els dels aliats i d'altres.

## El segle XX a Europa i els països capitalistes occidentals
Un altre corrent revisionista destacable és el que tendeix a reinterpretar la història del segle xx, l'ascens del moviment obrer, les revolucions, contrarevolucions i guerres com un xoc entre totalitarismes i amagant o justificant el paper dels governs i elits dirigents dels règims occidentals i la seva relació amb els diferents conflictes.
Han estat així objecte de la revisió d'aquests historiadors el suport de gran part dels empresaris i classes dominants i de les forces polítiques de dretes del conjunt de països capitalistes a l'ascens del feixisme a Països com Alemanya, Itàlia, Espanya, Àustria, Portugal, etc, la persecució, empresonament i assassinat massiu de militants d'organitzacions obreres, d'esquerres, socialistes,, comunistes i anarquistes. S'han caracteritzat per la reescriptura o omissió d'aquests fets històrics amb l'objecte de reescriure la història presentant els conflictes del segle XX com un xoc entre totalitarismes i amagant la història dels enfrontaments de classes interns i justificant el paper dels governs occidentals.

## El colonialisme
El colonialisme dels països capitalistes occidentals, i els milions de morts i víctimes de les seves guerres i polítiques d'espoli són també objecte d'un revisionisme històric, sovint lligat a posicionaments racistes, reaccionaris, que presenten el paper europeu i occidental a l'anomenat tercer món com una actuació civilitzadora d'Occident envers pobles endarrerits. Així en països europeus com França, el Regne Unit, Espanya, Bèlgica, o altres amb un paper destacat en el colonialisme, s'han produït intents de revisió del paper i naturalesa de les pròpies experiències colonials, reinterpretant episodis i personatges històrics.

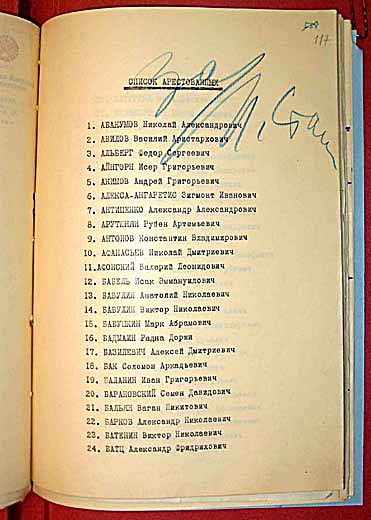
"Afirmatiu", escrigué Stalin en aquesta ordre d'execució de 346 enemics del règim

## La Unió Soviètica, Stalin i altres països del bloc de l'Est
Un altre grup d'autors revisionistes important és el compost pels que reinterpreten la història de la Unió Soviètica i altres països anomenats socialistes atribuint-los unes xifres de morts i víctimes de la repressió inventades o sense el menor rigor i base històriques, a la Unió Soviètica de Ióssif Stalin i altres règims de l'Est o la Xina post revolucionaria. Aquest corrent historiogràfic nasqué al caliu de la Guerra Freda i tendí a funcionar com a justificador de les posicions del bloc occidental al voltant dels Estats Units.
Als Estats Units, l'adopció durant la guerra freda d'una agressiva política i ideologia anticomunista i antisocialista, i la cacera de bruixes de l'HUAC (Comitè d'activitats antiamericanes) de Joseph McCarthy en la persecució d'intel·lectuals, acadèmics i personalitats del món cultural d'esquerres o crítics afavorí l'èxit de les corrents més polititzades anticomunistes, antisoviètiques o antixineses. Mentre una part de la historiografia revisionista es dedicà a amagar i esborrar el paper de les forces socialistes, comunistes i anarquistes en la història del moviment obrer, la cultura o els moviments socials antiracistes i feministes nord-americans, una altra es dedicà a la lluita contra els enemics exteriors en el camp de la història. Aquestes tendències revisionistes han rebut nou impuls en temps més recents al caliu de l'ascens de governs i moviments polítics ultraconservadors en diferents països del món, com una arma ideològica contra l'esquerra o països rivals.
La seva tendència, a més d'amagar el paper de la Unió Soviètica i els moviments partisans de tipus socialista i comunista en la segona guerra mundial, minimitzant el seu paper en la lluita contra el feixisme, en favor del paper dels aliats de les potències occidentals, és també construir la història d'uns crims massius mitjançant l'ús de xifres inventades i sense cap mena de prova històrica ni documental de víctimes de la repressió, inflant les veritables xifres de repressió realment existent constatades per historiografies més rigoroses; Coincideixen a qualificar de víctimes de la persecució o repressió els enemics morts de la II Guerra Mundial, membres de les forces militars alemanyes o de règims col·laboracionistes, presentant els feixistes com a víctimes d'una persecució totalitària.
L'existència d'una quantitat aclaparadora de proves que desmenteixen les teories revisionistes sobre la segona guerra mundial treu credibilitat a aquests corrents d'historiadors entre els especialistes, si bé compten amb força ressò en mitjans periodístics i de difusió massiva menys rigorosos, per motius polítics.
Una altra tendència és la de maquillar o falsejar la naturalesa repressiva dels enemics dels règims revolucionaris, siguin els règims anteriors com el dels Tsars a Rússia o el de Chiang Kai-shek a la Xina, o el terror blanc al conjunt d'Europa, l'agressió feixista o les agressions d'altres països, així com falsejar o ignorar les estadístiques i indicadors socials, econòmics, demogràfics, etc. d'aquest països i en general, escriure la història en funció d'una agenda geopolítica contrària a tots els que consideren contraris a determinat ordre polític i econòmic internacional encapçalat per les potències occidentals.
Se sol associar aquests revisionistes amb els corrents més extremistes de la dreta radical, el neoliberalisme i neoconservadorisme occidental. Solen acusar de revisionistes als qui s'oposen al seu revisionisme.
Un altre tipus de revisionisme històric és el que els governs d'alguns d'aquests països afavoriren en modificar la història oficial segons les necessitats o orientacions polítiques de cada governant o període històric, de manera anàloga a les pugnes historiogràfiques de molts països. A la Unió Soviètica, és el cas del període de l'estalinisme respecte al període dels anys de la revolució russa fins a la mort de Lenin, o el període de Khrusxov respecte al període de Stalin; A la Xina, el Període de Deng Xiapoing respecte a l'etapa de Mao Zedong.

## La Guerra Civil espanyola
A l'estat espanyol hi ha alguns historiadors que consideren que la Guerra Civil espanyola no comença amb l'alçament feixista de 1936, sinó amb la Revolució de 1934. Per tant, consideren els partits d'esquerres com a responsables de la guerra.
Aquests autors destaquen l'alta conflictivitat de la segona meitat de la Segona República Espanyola, així com les coincidències entre les forces revolucionàries de 1934 i el bàndol republicà per tal de donar pes a les seves afirmacions.
Aquestes tesis intenten descriminalitzar l'alçament del general Franco i donar la culpa de la guerra civil únicament als partits d'esquerres.